# 난니 모레티
난니 모레티(Nanni Moretti, Grande Ufficiale OMRI, 1953년 8월 19일~)는 이탈리아의 영화 감독이자 영화 프로듀서, 각본가, 배우이다. 영화 《아들의 방》으로 2001년 칸 영화제 황금종려상을 받았으며, 2012년 칸 영화제 경쟁 부문 심사위원장을 맡았다.

## 감독 작품
- 《4월》 (1998)
- 《아들의 방》 (2001)
- 《악어》 (2006)
- 《그들 각자의 영화관》 〈영화관을 찾는 사람들의 일기〉 (2007)
- 《우리에겐 교황이 있다》 (2011) - 남성 정신분석학자 역
- 《나의 어머니》 (2015) - 지오반니 역
- 《산티아고, 이탈리아》 (2018)
- 《일층 이층 삼층》 (2021)

## 출연 작품
- 《조용한 혼돈》 (2008)

## 서훈
- 1996년 이탈리아 공화국 공로 훈장 2등급
- 2012년 프랑스 문예공로훈장 코망되르